# Стационе Аквазанта (Ђенова)
Стационе Аквазанта је насеље у Италији у округу Ђенова, региону Лигурија.
Према процени из 2011. у насељу је живело 31 становника. Насеље се налази на надморској висини од 213 м.